# Erica axilliflora
Erica axilliflora är en ljungväxtart som beskrevs av Friedrich Gottlieb Bartling. Erica axilliflora ingår i släktet klockljungssläktet, och familjen ljungväxter. Inga underarter finns listade i Catalogue of Life.